# Balder Olden
Pour les articles homonymes, voir Olden (homonymie).
Balder Olden (26 mars 1882 à Zwickau - 24 octobre 1949, à Montevideo en Uruguay) est un écrivain et journaliste allemand.

## Biographie
Balder Olden est le frère aîné du journaliste et écrivain Rudolf Olden et un ami proche d'Egon Erwin Kisch.
En 1933, date de l'arrivée au pouvoir des nazis, Olden s'exile en Tchécoslovaquie. En 1935, il s'installe en France, où il réside le plus souvent à Paris. En 1940, il est, comme les autres réfugiés allemands interné dans un camp. En 1941, il parvient à émigrer vers l'Amérique du Sud et arrive à Buenos Aires. En 1943, il s'installe à Montevideo où il se donne la mort en 1949.

## Ouvrages
- 1914, Schatten. Ein Filmroman, Berlin, Carl Duncker
- 1929, Das Herz mit einem Traum genährt, Berlin, Universitas-Verlag,
- 1927, Ich bin ich. Der Roman Carl Peters, Berlin, Universitas-Verlag
- 1928, Kilimandscharo. Ein Roman aus Deutsch-Ost Afrika, Berlin, Universitas-Verlag
- 1933, Paradiese des Teufels. Das Leben Sir Roger Casements, Berlin, Universitas-Verlag
- 1934, Dawn of darkness, Londres; parution en allemand Roman eines Nazi
- 1934, Blood and tears, New York

## Sources
- (de) Manfred Klügge 1999, Exil en paradis. Artistes et écrivains sur la Riviera (1933-1945), Paris, édition du Félin - Arte éditions.
- (de) Wilhelm Sternfeld, Eva Tiedemann, 1970, Deutsche Exil-Litteratur 1933-1945 deuxième édition augmentée, Heidelberg, Verlag Lambert Schneider.